# Jim Brown: All-American
Pour plus de détails, voir Fiche technique et Distribution.
Jim Brown: All-American est un film documentaire américain réalisé par Spike Lee, sorti en 2002.
Le film est consacré au joueur de football américain Jim Brown, professionnel de 1957 à 1965.

## Fiche technique
- Titre original : Jim Brown: All-American
- Réalisation : Spike Lee
- Pays d'origine :  États-Unis
- Format : Couleur - 35 mm - 1,85:1 - Dolby Digital
- Genre : Film documentaire, Film biographique
- Durée : 140 minutes
- Date de sortie : 2002

## Distribution
- Art Modell : lui-même (propriétaire des Cleveland Browns 1961-95)
- Walter Beach : lui-même (coéquipier, Cleveland Browns 1963-65)
- Ed Walsh : lui-même (entraineur, Manhasset H.S. 1950-53)
- Sam Oakley : lui-même (coéquipier, Manhasset H.S.)
- Ed Corley : lui-même (coéquipier, Manhasset H.S.) (as Reverend Ed Corley)
- David Skinner : lui-même (coéquipier, Manhasset H.S.)
- Karen Brown Ward : elle_même, fille de Jim
- Roy Simmons Jr. : lui-même (coéquipier, Syracuse Lacrosse 1956-57)
- Chief Oren Lyons : lui-même (coéquipier, Syracuse Lacrosse 1956-57)
- Ralph Wiley : lui-même (journaliste sportif)
- John Wooten : lui-même (coéquipier, Cleveland Browns 1961-65 / Former Director, Negro Industrial & Economic Union / Black Economic Union)
- Oliver Stone : lui-même (réalisateur)
- Stuart Scott : lui-même (journaliste sportif, ESPN)
- Bernie Casey : lui-même (San Francisco 49ers, 1961-66, Los Angeles Rams, 1967-68)
- Willie Davis : lui-même (coéquipier, Cleveland Browns 1958-59)
- Dick Schafrath : lui-même (coéquipier, Cleveland Browns 1960-65 / Ohio State Senator, 1985-2000)
- Erich Barnes : lui-même (coéquipier, Cleveland Browns 1965)
- Mike Francesa : lui-même (Sportstalk Radio Host, WFAN)
- Paul Warfield : lui-même (Teammate, Cleveland Browns 1964-65)
- William C. Rhoden : Himself (Sport Journalist, NY Times)
- Bobby Mitchell : lui-même (Jim's Roommate, Cleveland Browns 1958-62 / Charter Member, NIEU / BEU)
- Hank Aaron : lui-même (MLB, Hall of Famer)
- Bill Russell : lui-même (NBA, Hall of Famer)
- Phil Gersh : lui-même (Jim's First Movie Agent)
- Fred Williamson : lui-même (Pittsburgh, Oakland, Kansas City 1960-67 / Actor, Producer, Director) (as Fred 'Hammer' Williamson)
- Leon Isaac Kennedy : lui-même (Actor, Producer, Writer, Director)
- Donald Bogle : lui-même (Film Historian)
- Raquel Welch : elle-même (actrice)
- Stella Stevens : elle-même (actrice)
- Melvin Van Peebles : lui-même (acteur, producteur, réalisateur)
- Sheila Frazier : elle-même(actrice, productrice)
- James Toback : lui-même (acteur, réalisateur)
- Willis Edwards : lui-même (Président, Beverly Hills NAACP 1979-89)
- Johnnie Cochran Jr : lui-même (Attorney)
- Bert Randolph Sugar : lui-même - (historien du sport)
- Monique Brown : elle-même (femme de Jim)
- Michael Wilbon : lui-même (journaliste sportif, Washington Post)
- Rudolph 'Rockhead' Johnson : lui-même (Chief of Staff, The Amer-I-Can Program, Inc.)
- Twilight Bey : lui-même (Directeur of Camps, The Amer-I-Can Program, Inc.)
- Jim N. Brown Jr. : lui-même
- Jim Brown : lui-même (non crédité)
- Joe Frazier : lui-même (non crédité)